# Jean Dubuffet
Jean Dubuffet, född 31 juli 1901 i Le Havre, död 12 maj 1985 i Paris, var en fransk målare och grafiker.

## Biografi
Med sina verk, som är genomsyrade av en art brut-anda, skapade Dubuffet en irrationell, primitiv värld, gärna med okonventionella ytstrukturer. Han började 1945 arbeta med haute pâte, att bygga upp kraftfulla reliefstrukturer i målningar genom inblandning av material som sand, grus, gips, tyg med mera.
I slutet av 1960-talet började Dubuffet i allt högre grad att intressera sig för skulptur.
Dubuffet var en av efterkrigstidens viktigaste franska konstnärer. Bland senare konstnärer som inspirerats av Dubuffet kan nämnas Keith Haring i USA. Dubuffet är representerad vid bland annat Göteborgs konstmuseum.

## Galleri

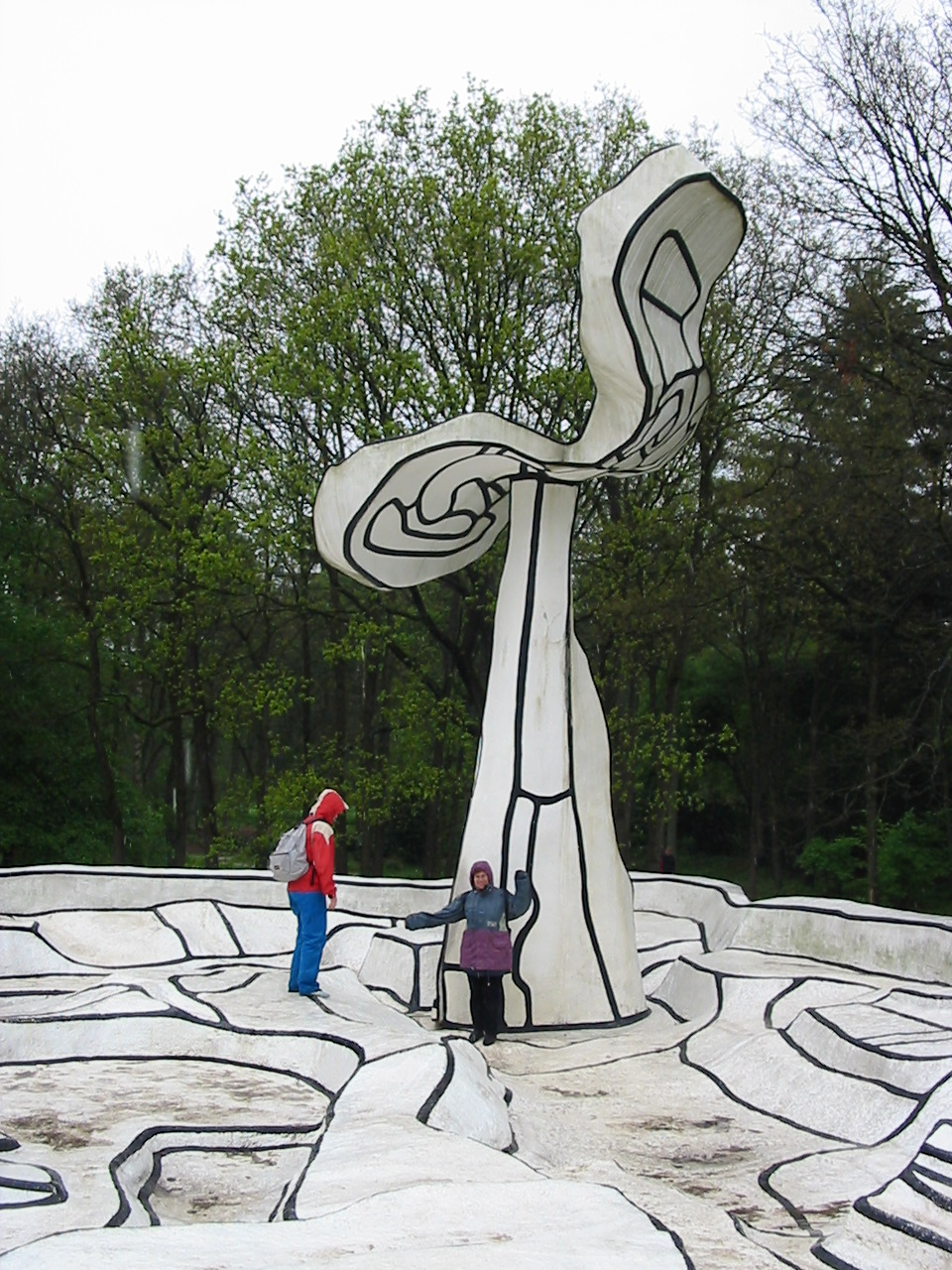
Jardin d'émail i skulpturparken vid Kröller-Müller Museumet.
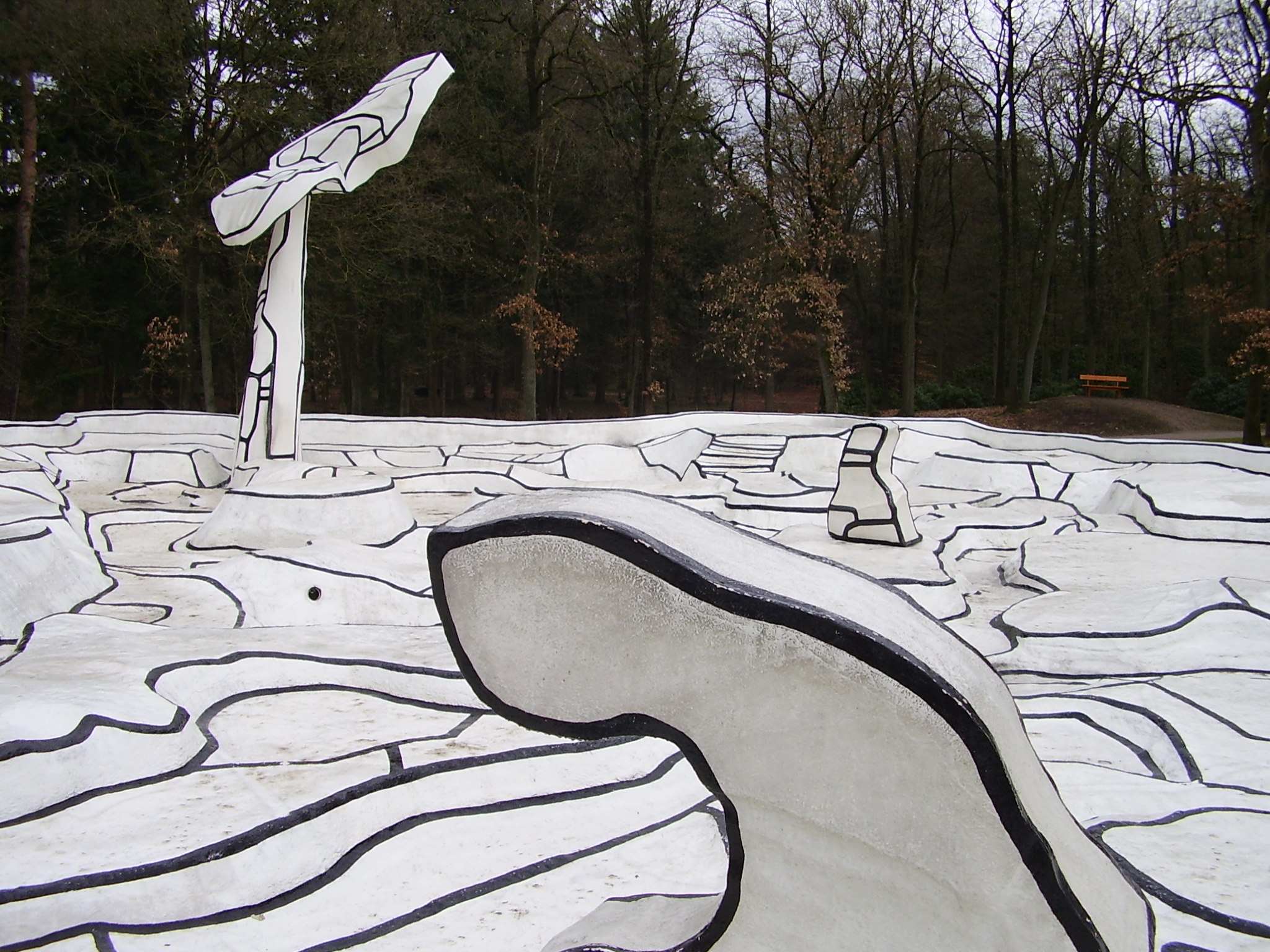
Jardin d'émai.
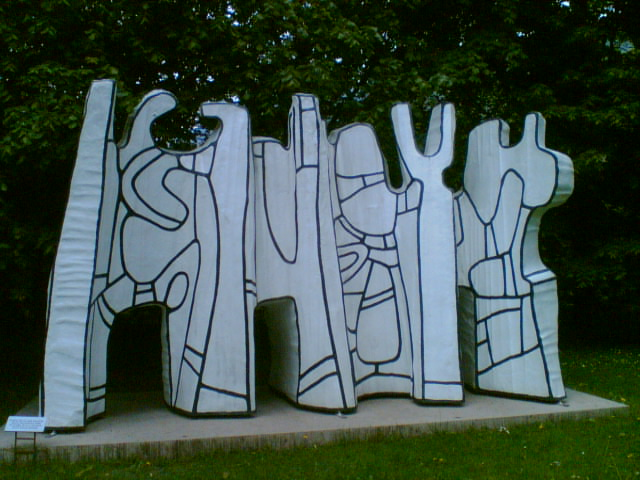
Contoursionistes V.
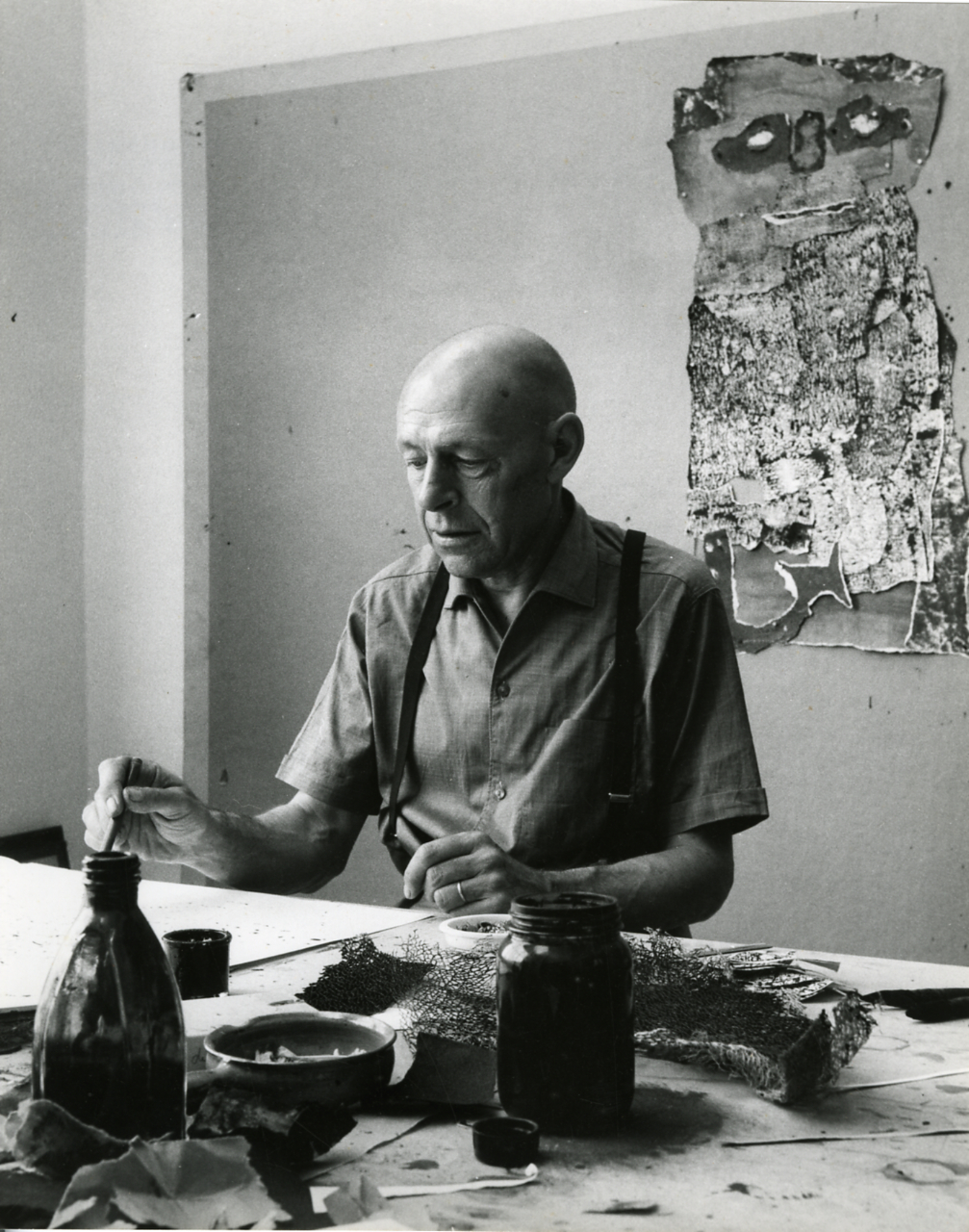
Jean Dubuffet i Italien 1960.
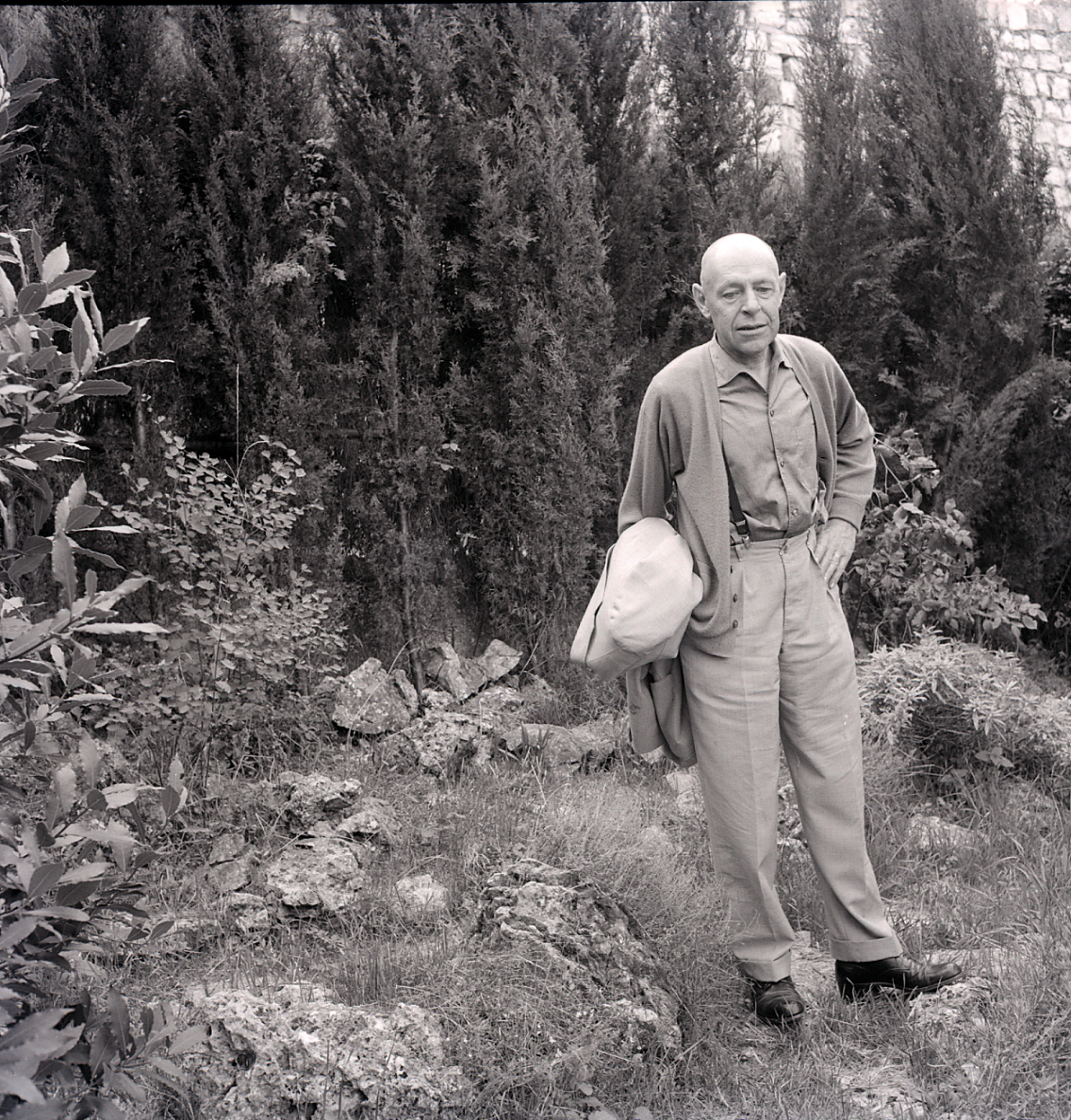
Jean Dubuffet 1960.